# 富谷
富谷（日语：／ Tomigaya */?）是東京都澀谷區的一個地點。有富谷一丁目和二丁目。2013年9月30日為止的人口為8,825人。

## 地理
位於澀谷區中西部。富谷一丁目北部有小田急線，遠處是代代木，南部是神山町。富谷二丁目位於井頭通和目黑區駒場北端。東部一帶是代代木公園。
富谷的很多土地都用作住宅地。是宇田川和河骨川的匯合處。

### 富谷一丁目
- 井之頭通北側，因近小田急線代代木八幡站，為站前商店街。
- 井之頭通南側為住宅地。鄰接高級住宅區神山町與松濤，本地相關人物有首相安倍晉三與音樂人K DUB SHINE等。

### 富谷二丁目
富谷二丁目主要為住宅區，是由北往南的上坡地。本地多戶建住宅，但也有少數公寓存在。東海大學代代木校舍位於此地。

## 歷史

### 地名由來
現在的富谷一丁目附近在古時出土許多貝殻化石，因此稱作「留貝」（留貝谷，とめがいや），後演變為「富谷」。

## 設施
- 東海大學代代木校舍
- 東海大學附屬望星高等學校
- NTT LePerc（NTTル・パルク）
- 八幡湯
- Hakuju Hall